# Hamataliwa rostrifrons
Hamataliwa rostrifrons är en spindelart som först beskrevs av Lawrence 1928.  Hamataliwa rostrifrons ingår i släktet Hamataliwa och familjen lospindlar. Inga underarter finns listade i Catalogue of Life.